# Czarnogóra
Czarnogóra (czarnog. Crna Gora / Црна Гора, IPA [t͡sr̩̂:na: ɡɔ̌ra]) – państwo unitarne w Europie Południowej powstałe po rozpadzie Serbii i Czarnogóry. Wcześniej republika związkowa Socjalistycznej Federacyjnej Republiki Jugosławii (1945–1992), Federalnej Republiki Jugosławii (1992–2003) oraz Serbii i Czarnogóry (2003–2006). Leży na pobrzeżu Morza Adriatyckiego i graniczy z Serbią, Kosowem, Chorwacją, Bośnią i Hercegowiną oraz Albanią. Stolicą i największym miastem jest Podgorica.
W wyniku przeprowadzonego 21 maja 2006 referendum niepodległościowego zadeklarowano zerwanie dotychczas istniejącej federacji z Serbią (Serbia i Czarnogóra). Ostatecznie parlament Czarnogóry proklamował niepodległość 3 czerwca 2006. Zgodnie z umową związkową sukcesorem dotychczas istniejącego państwa Serbii i Czarnogóry została Serbia, natomiast Czarnogóra rozpoczęła procesy akcesyjne do organizacji międzynarodowych. 28 czerwca 2006 została przyjęta do Organizacji Narodów Zjednoczonych jako 192. członek, a od 11 maja 2007 roku jest 47. państwem członkowskim Rady Europy. Od 17 grudnia 2010 r. posiada status kandydata do Unii Europejskiej. Od 5 czerwca 2017 jest 29. państwem członkowskim NATO.

## Etymologia
Termin Crna Gora („Czarna Góra”) był używany jako określenie dużej części Czarnogóry w XV wieku. Do końca XIV wieku odnosił się tylko do niewielkiego obszaru plemienia Paštrovići, który się jednak rozszerzył w okresie dynastii Crnojewiciów w Górnej Zecie.
Rejon ten był nazywany Starą Czarnogórą (Стара Црна Гора / Stara Crna Gora) w XIX wieku dla odróżnienia od nowo uzyskanych obszarów Brdy. Czarnogóra zwiększała potem swój rozmiar kilka razy do XX wieku w wyniku wojen z Osmanami, co doprowadziło do aneksji Starej Hercegowiny oraz części Metochii i południowego Sandżaku. Później granice zmieniły się nieznacznie, wyłączając Metochię i Zatokę Kotorską.
Nazwy kraju typu Montenegro pochodzą od włosko-weneckiej kalki monte negro (we współczesnym włoskim byłoby monte nero), która pochodzi prawdopodobnie z czasów hegemonii Wenecji na tym obszarze w średniowieczu. Inne języki, zwłaszcza pobliskie, używają bezpośredniego tłumaczenia wyrażenia „czarna góra”.

## Rząd i politycy
W skład rządu Czarnogóry (Vlada Crne Gore) wchodzą: premier, wicepremier oraz ministrowie. Rządzące stronnictwo to wywodząca się z dawnej partii komunistycznej Demokratyczna Partia Socjalistów Czarnogóry (Demokratska Partija Socialista Crna Gore), która pod koniec lat 90. zmieniła orientację z proserbskiej na niepodległościową. Największą siłą opozycyjną jest Ruch dla Zmian (Pokret za Promjene), ugrupowanie liberalnej centroprawicy, powstałe po ogłoszeniu niepodległości w 2006 r. z przekształcenia istniejącej wcześniej proniepodległościowej, ale zarazem niechętnej postkomunistom organizacji skupiającej uczonych, ekonomistów, intelektualistów i polityków – Grupy dla Zmian (Grupa za Promjene). Istnieją także partie mniejszości narodowych: serbskiej, albańskiej i bośniackiej, ugrupowania wyrosłe ze sprzeciwiającego się czarnogórskiej niepodległości ruchu unionistycznego oraz marginalna dziś (dysponuje jednym mandatem w parlamencie) Liberalna Partia Czarnogóry (Liberalna Partija Crne Gore), będąca pozostałością po Liberalnym Związku Czarnogóry (Liberalni Savez Crne Gore), antykomunistycznej, proniepodległościowej i sprzeciwiającej się wojnie bałkańskiej formacji założonej przez grupę dysydentów w 1990 r. i istniejącej do 2005.

### Parlament
Parlament Czarnogóry (Skupština Crne Gore) uchwala ustawy, ratyfikuje umowy międzynarodowe, mianuje premiera, ministrów oraz sędziów wszystkich sądów, zatwierdza budżet i wykonuje wszystkie inne zadania ustalone przez konstytucję. Parlament może udzielić wotum nieufności rządowi większością głosów. Każdy poseł jest wybierany ponad 6 tysiącami głosów; od osiągnięcia tego wyniku zależy liczba posłów w parlamencie. Zgromadzenie liczy 81 posłów. Od 23 września 2020 przewodniczącym parlamentu jest Aleksa Bečić.

### Prezydent
Prezydent Czarnogóry (Predsjednik Crne Gore) jest wybierany na pięć lat w wyborach bezpośrednich, w głosowaniu tajnym. Prezydent: reprezentuje Czarnogórę w kraju i za granicą, ogłasza ustawy, ma prawo inicjatywy ustawodawczej, ogłasza wybory parlamentarne, przedstawia parlamentowi kandydata na premiera, a także kandydatów na prezesa i sędziów trybunału konstytucyjnego, proponuje termin referendum, ułaskawia skazanych i wypowiada wojnę.

## Geografia
Długość granic lądowych Czarnogóry wynosi 625 km. Dalsze 293,5 km przypada na granicę morską. Czarnogóra graniczy z następującymi państwami: z Chorwacją (25 km), Bośnią i Hercegowiną (225 km), Serbią (124 km), Kosowem (79 km) i Albanią (172 km).
Czarnogóra zajmuje:
- pod względem powierzchni – 39. miejsce w Europie i 157. miejsce na świecie
- pod względem ludności – 38. miejsce w Europie i 164. miejsce na świecie

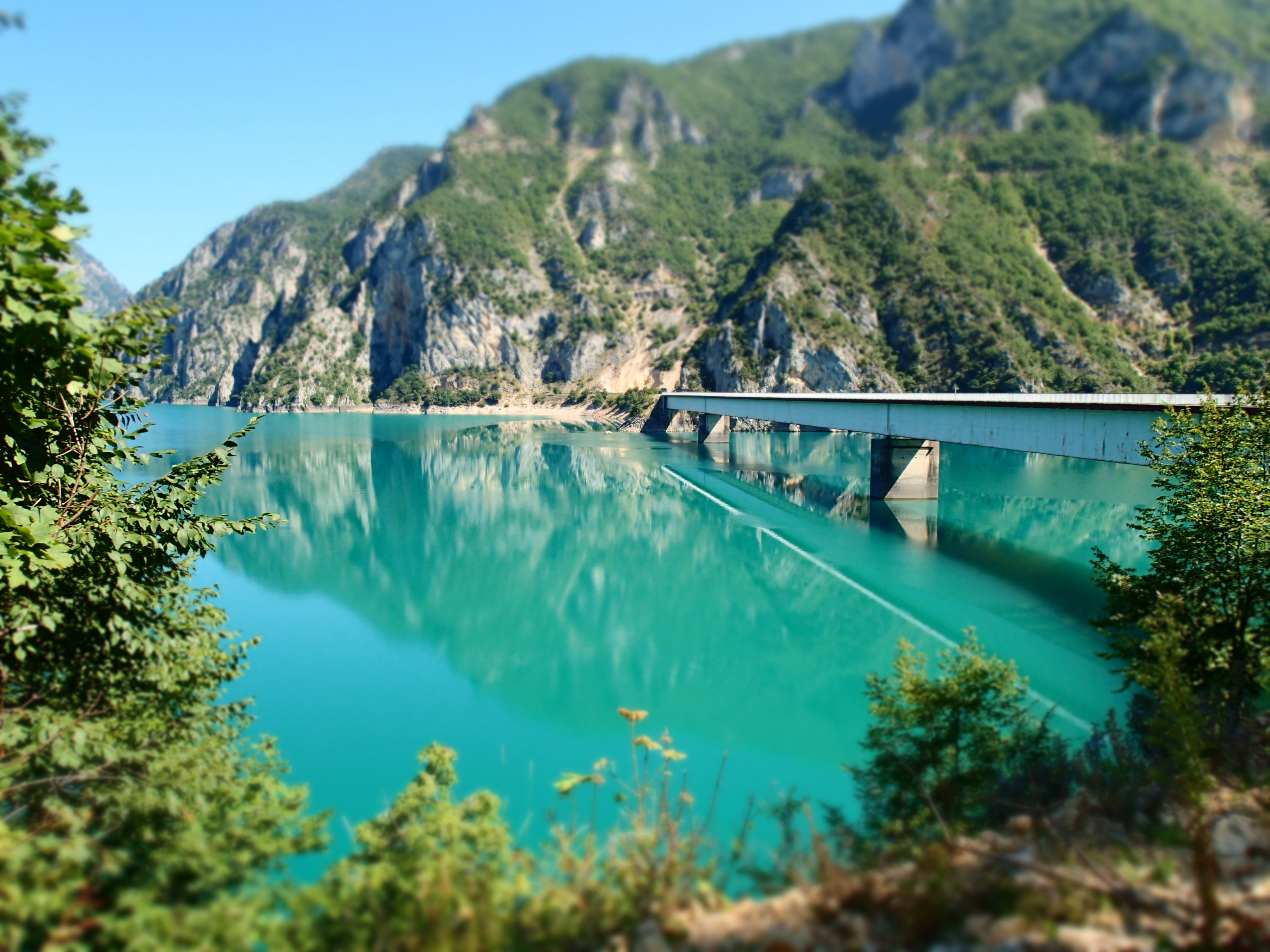
Plužine

Rozciągłość południkowa Czarnogóry wynosi 1°42′, to jest ok. 189 km. Powoduje to różnicę w długości trwania dnia między północną i południową częścią Czarnogóry. Latem na północy dzień jest dłuższy o ok. 10 min niż na południu, zimą – odwrotnie. Rozciągłość równoleżnikowa wynosi 1°55′, czyli ok. 155 km.
Czarnogóra leży w strefie czasu środkowoeuropejskiego (jest to czas słoneczny południka 15°).
Współrzędne geograficzne skrajnych punktów Czarnogóry:
- 41°50′N – Malda ada, gmina Ulcinj
- 43°32′N – Močevići, gmina Pljevlja
- 20°21′E – Jablanica, gmina Rožaje
- 18°26′E – Prijevor, gmina Herceg Novi

W Czarnogórze przeważającą część powierzchni zajmują tereny górzyste m.in.: Durmitor, Lovćen i Góry Północnoalbańskie (Prokletije). W tym ostatnim znajduje się najwyższy szczyt Zla Kolata o wysokości 2534 m n.p.m. Niewielkie skrawki terenów nizinnych znajdują się u wybrzeży i nad Jeziorem Szkoderskim. Najniżej położone jest wybrzeże Adriatyku.

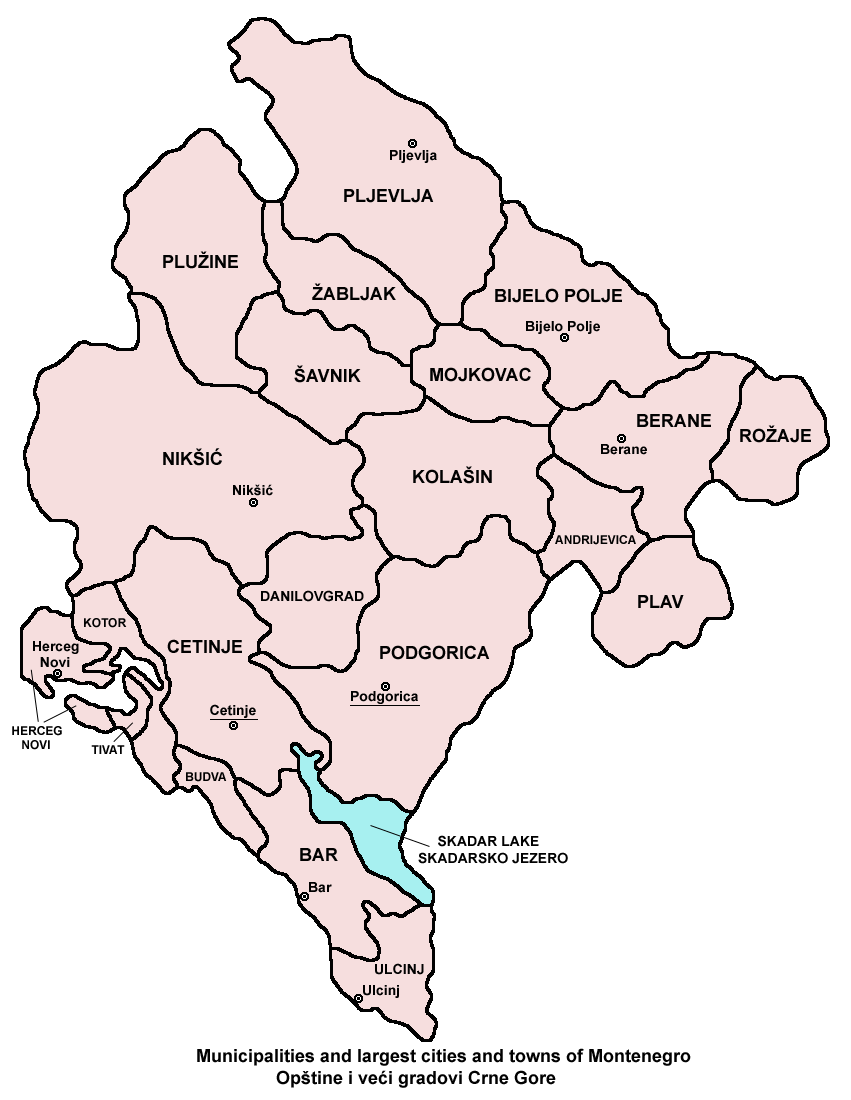
Podział administracyjny Czarnogóry

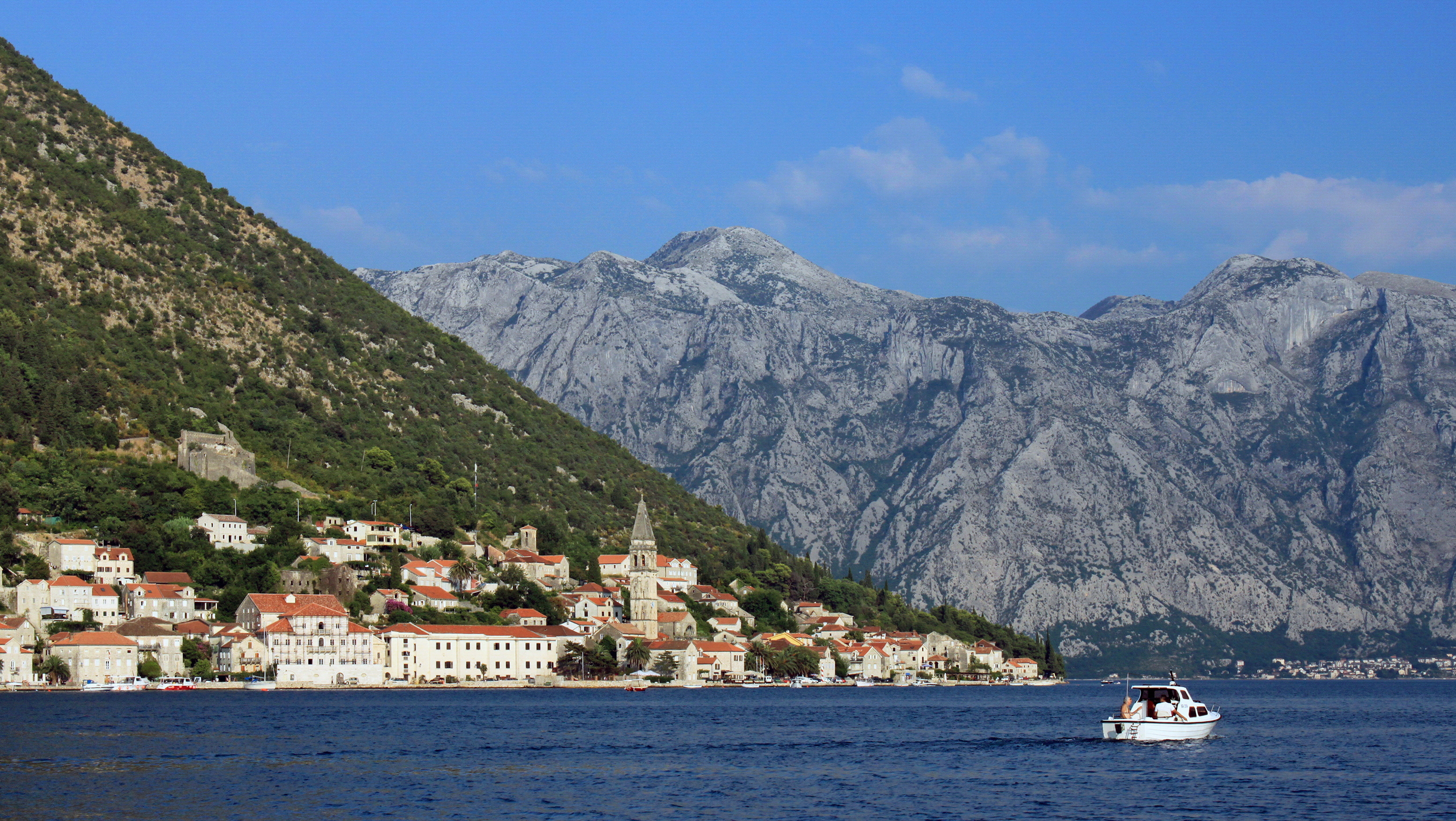
Perast od strony morza

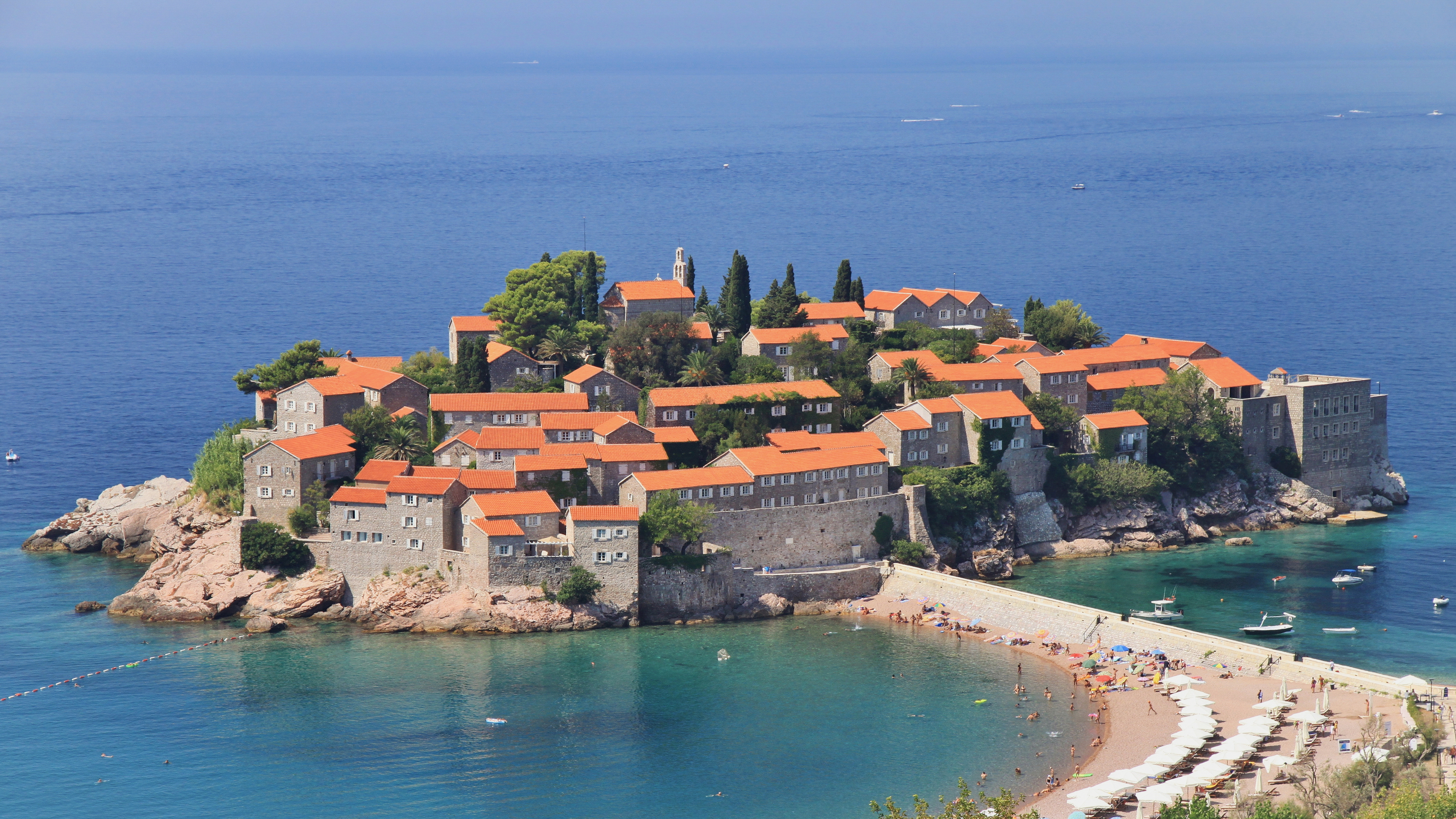
Sveti Stefan

Na terenie państwa znajdują się następujące parki narodowe:
- Park Narodowy Jezioro Szkoderskie (Jezioro Szkoderskie) – 40 tys. ha
- Park Narodowy Durmitor – 39 tys. ha
- Park Narodowy Lovćen – 6,4 tys. ha
- Park Narodowy Biogradska Gora – 5,6 tys. ha
- Park Narodowy Prokletije – 16,3 tys. ha

W centralnej części Czarnogóry występuje klimat podzwrotnikowy kontynentalny, a wybrzeżach – śródziemnomorski, przez co notuje się 5300 mm opadów rocznie (najwięcej w Europie).
Górzystość sprawia, że grunty orne zajmują zaledwie 5% powierzchni.
Liczba mieszkańców w czarnogórskich miastach nie jest duża, stołeczna Podgorica ma ok. 151 tys. mieszkańców. Wiele większych miejscowości takich jak Kotor czy Budva ma charakter głównie turystyczny.

### Hydrografia

#### Rzeki
Sieć rzeczna Czarnogóry należy do zlewisk dwóch mórz – Adriatyckiego i Jońskiego. Główny dział wodny tworzą wysokie grzbiety Gór Dynarskich. Tara, Piva, Lim oraz ich dopływy spływają do Morza Czarnego. Do Adriatyku wody swe kierują Morača, Zeta (przez Jezioro Szkoderskie i rzekę Buna) oraz wiele krótkich i górskich rzek zasilanych przeważnie ze źródeł podziemnych. Najdłuższą przepływającą przez Czarnogórę rzeką jest Tara, która zmierza w kierunku północno-zachodnim, niemal równolegle do brzegu morskiego oraz grzbietów Gór Dynarskich. Płynące głębokimi kanionami Tara i Piva łączą się, dając początek Drinie. Odmienny bieg mają Morača i Zeta, dwie główne rzeki czarnogórskiego zlewiska Adriatyku. Zeta wpadająca do Moračy, w przeciwieństwie do Tary i Pivy, spływa na południowy wschód. Dolina Moračy położona jest prostopadle do linii brzegowej Adriatyku. Wpadająca do Jeziora Szkoderskiego Morača ma w górnym biegu bardzo duży spadek. Miejscami na odcinku 1 km poziom obniża się aż o 197 m (spadek o 19,7%). Do Adriatyku wpływa też wiele potoków, które są końcowymi odcinkami tzw. ponornic – rzek, które na znacznej długości płyną podziemnymi korytarzami.

#### Jeziora
Największym zbiornikiem wodnym w Czarnogórze jest Jezioro Szkoderskie (czar. Škadarsko jezero). Powstałe w wyniku procesów krasowych zajmuje dno wielkiego polja. Wiosną, gdy okalające je niziny ulegają zalewaniu, jezioro osiąga maksymalną powierzchnię 530 km². Jezioro to jest kryptodepresją, co oznacza, że jego dno znajduje się poniżej poziomu morza.
W Durmitorze, Bjelasicy i Górach Północnoalbańskich spotyka się liczne jeziora polodowcowe, z których największe, Plavsko jezero, ma powierzchnię 1,99 km². Próbując wykorzystać potencjał energetyczny górskich rzek, utworzono także kilka jezior zaporowych. Największe z nich, Pivsko jezero, ma powierzchnię 12,5 km².

## Historia

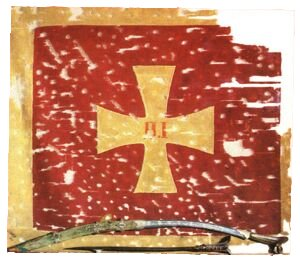
Flaga Czarnogóry używana w bitwie na Vučji Do

Najstarszym znanym historykom ludem zamieszkującym tereny obecnej Czarnogóry było iliryjskie plemię Dokleatów, od których pochodzi rzymska nazwa Duklia, określająca obszar pomiędzy rzekami Zetą i Moracą oraz między Zatoką Kotorską a Jeziorem Szkoderskim. Ziemie Czarnogóry wchodziły w skład imperium rzymskiego; po podziale cesarstwa w 395 r. Czarnogóra znalazła się w jego wschodniej części (późniejsze Bizancjum).
Sprzed osiedlenia się Słowian – Dukljanów w VI wieku zamieszkana była przez plemiona iliryjskie. Później stała się niezależnym krajem, zwanyn najpierw Duklja, potem przekształciło się w Królestwo Zety, a następnie księstwo Zeta pozostające w zależności od Bizancjum. Od 1170 r. wchodziła w skład państwa serbskiego.
W latach 1498–1499 Turcy Osmańscy podbili prawie całą Czarnogórę, z wyjątkiem trudno dostępnych, wysokogórskich terenów, gdzie powstało autonomiczne małe państwo pod władzą władyków, a później od XVII wieku prawosławnych, dziedzicznych biskupów z rodu Petrowić-Niegosz
W latach 1711–1714 władyka Daniel rozpoczął walkę przeciwko Turcji, co doprowadziło do klęski, ale zbliżyło kraj do Rosji, która zaczęła wypłacać władykom subsydia. Za rządów Piotra I Petrowicia-Niegosza (1782–1830) Czarnogóra pokonała w 1796 r. pod Krusze armię paszy skadarskiego Mahmuda Buszatlje i faktycznie uniezależniła się od Turcji oraz powiększyła dwukrotnie swe terytorium. W 1843 r. uzyskano od Turcji także obwód Grahovo.
Za rządów władyki Piotra II (1830–1851) nastąpił wielki rozwój kultury, zaś w 1851 r. Daniel II Petrowić-Niegosz za zgodą Rosji i Austrii został świeckim księciem Czarnogóry i rozpoczął walkę o wolność i niepodległość Czarnogóry (rozważał ścisły związek z Serbią). Stolicą było miasteczko Cetynia, a w 1855 r. powstała pierwsza konstytucja. W 1852 r. zaangażował się w nieudane powstanie w Hercegowinie, ale to go nie zniechęciło i przyłączył się do kolejnego, co skutkowało turecką interwencją w 1858 r., kiedy to Turcja zaatakowała Czarnogórę, wysyłając do walki oddział w sile 8000 ludzi pod dowództwem Hüseyina Avni Paşy. W maju 1858 r. w decydującej bitwie pod Grahovacem siły czarnogórskie pod wodzą Mirko Petrovicia-Niegosza zadały klęskę Turkom, zmuszając ich do rozpoczęcia rokowań. W październiku 1859 roku ustalono przebieg granicy z Turcją, która utraciła sporne tereny.
W 1860 r. po próbach ustalenia granic państwa i reformy jego praw Daniel II Petrowić-Niegosz został zamordowany przez członka opozycji. Nowym władcą został Mikołaj I Petrowić-Niegosz.
31 lipca 1862 po kolejnym konflikcie z Turcją podpisano układ pokojowy, potwierdzający wytyczone granice i uznający niepodległość nowego państwa. Akt ten umożliwił międzynarodowe uznanie Czarnogóry.

W wyniku pokoju w San Stefano w 1878 do Księstwa Czarnogóry przyłączono część ziem Wielkiej Bułgarii.

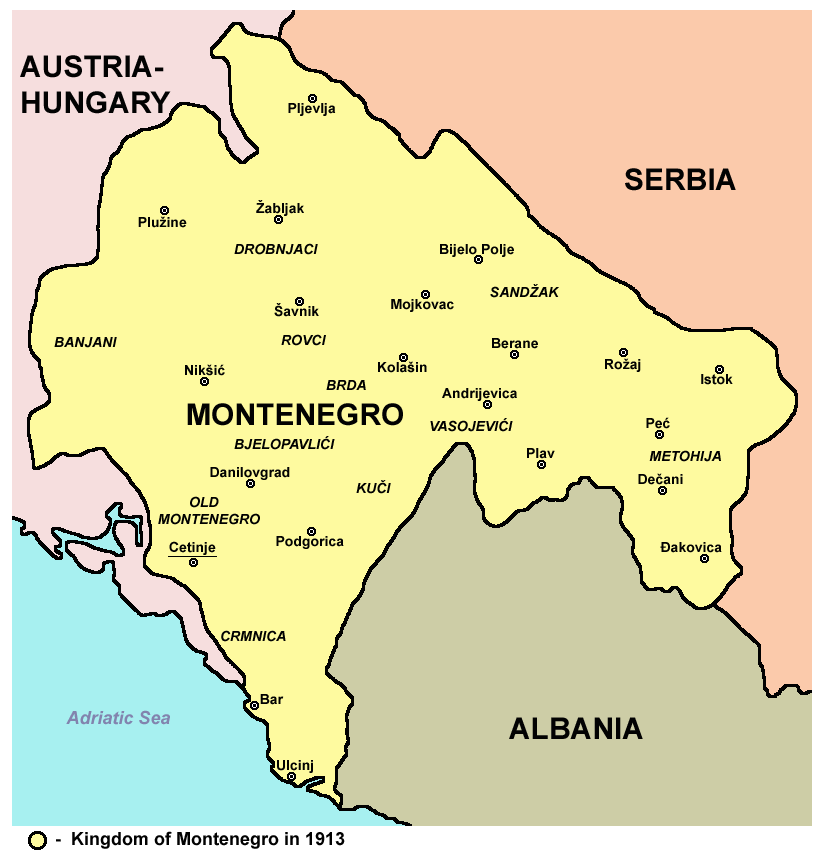
Czarnogóra w 1913

W czasie I wojny bałkańskiej Czarnogóra stanęła po stronie Grecji, Serbii i Bułgarii przeciw Turkom, znacznie powiększając terytorium. W I wojnie światowej brała udział po stronie Ententy, przez co była okupowana przez wojska Austro-Węgier i Niemiec. W 1918 r. weszła w skład Królestwa Serbów, Chorwatów i Słoweńców, jednak w 1919 r. w Czarnogórze wybuchło powstanie niepodległościowe, które w 1924 r. ostatecznie stłumiono.
W 1929 r. po przekształceniu Królestwa Serbów, Chorwatów i Słoweńców w Królestwo Jugosławii tereny Czarnogóry stały się częścią nowej prowincji Zeta.
Podczas II wojny światowej (1941–1944) Czarnogóra była najpierw okupowana najpierw przez Włochy, a następnie przez Niemcy jako tzw. Niezależne Państwo Czarnogórskie.

W wyniku głosowania w 1949 roku weszła w skład Federacyjnej Republiki Jugosławii

Herb Socjalistycznej Republiki Czarnogóry

Aczkolwiek w 1989 r. doszło do wystąpienia pro-niepodległościowego, w referendum niepodległościowym z 1992 r. 95,96% głosujących opowiedziało się za pozostaniem w związku z Serbią, z którą to Czarnogóra utworzyła wówczas nową Związkową Republikę Jugosławii.
W 1999 r. z powodu hiperinflacji, która dotknęła jugosłowiańskiego dinara, władze Czarnogóry wprowadziły niemiecką markę jako drugą oficjalną walutę, w 2000 r. marka stała się jedyną oficjalną walutą na terytorium Czarnogóry. W 2002 r. marka niemiecka została zastąpiona przez euro, przez co Czarnogóra jest obecnie jedynym w pełni uznanym państwem, używającym eura jako swojej waluty bez umowy z Unią Europejską.
W 2003 r. Związkowa Republika Jugosławii przekształcona została w luźniejszy związek pod nazwą Serbia i Czarnogóra. Ustalono, że po trzech latach każda z republik związkowych będzie miała prawo rozpisać referendum w sprawie niepodległości, które w Czarnogórze odbyło się 21 maja 2006 r.. Według Państwowej Komisji Wyborczej 55,5% głosujących opowiedziało się za niepodległością Czarnogóry. Liczba głosów za secesją spełniła tym samym podwyższone wymogi stawiane przez Unię Europejską, konieczne dla uznania niepodległości państwa (próg 55%).
23 maja 2006 r. prezydent i premier Serbii uznali wynik referendum niepodległościowego. W kolejnych dniach akceptację deklaracji niepodległości zapowiedziały w specjalnych oświadczeniach Unia Europejska oraz m.in. Albania, Bośnia i Hercegowina, Bułgaria, Chorwacja, Macedonia, Rosja i Stany Zjednoczone. 3 czerwca 2006 r. parlament kraju proklamował niepodległość, a 28 czerwca 2006 r. Czarnogóra została 192. członkiem ONZ.
W październiku 2007 r. zmieniła nazwę z Republika Czarnogóry na Czarnogóra
W dniu 5 czerwca 2017 r. Czarnogóra została 29. członkiem NATO.

## Symbole
Nowa, oficjalna flaga Czarnogóry została przyjęta 12 lipca 2004 roku przez czarnogórskich prawodawców. Nowa flaga powstała na kanwie osobistego sztandaru króla Czarnogóry Mikołaja I. Był on czerwony, miał złote obramowanie, złotą farbę na ramionach krzyża oraz inicjały „НI” napisane cyrylicą (odpowiadające „NI” w alfabecie łacińskim) reprezentujące króla Mikołaja (Nikolę) I. Te inicjały zostały pominięte na współczesnej fladze.
Świętem narodowym w Czarnogórze jest dzień 12 lipca, upamiętniający kongres berliński z 1878 roku, podczas którego uznano Czarnogórę za dwudzieste siódme niepodległe państwo na świecie. Również tego dnia, w roku 1941, w Czarnogórze rozpoczęto pierwsze powszechne europejskie powstanie przeciwko państwom osi.
W 2004 roku czarnogórscy prawodawcy wybrali popularną ludową pieśń Oj, svijetla majska zoro na hymn narodowy. Oficjalnym hymnem Czarnogóry podczas panowania Mikołaja I była pieśń Ubavoj nam Crnoj Gori (Do naszej, pięknej Czarnogóry). Muzykę do niego skomponował syn króla, ks. Mirko Czarnogórski (1879–1918), ojciec ostatniego tytularnego króla, Michała. Popularnym czarnogórskim hymnem jest napisana przez króla Mikołaja I w latach 60. XIX wieku pieśń „Onamo, 'namo!”.

## Gospodarka
Gospodarka Czarnogóry opiera się głównie na usługach i późno przechodzi na gospodarkę rynkową. Według Międzynarodowego Funduszu Walutowego, nominalny PKB Czarnogóry był $ 5,424 miliarda w 2019 roku  PKB PPP do 2019 był $ 12,516 mld euro, czyli 20.083 $ na mieszkańca.  Według danych Eurostatu, czarnogórski PKB na mieszkańca wyniósł 48% średniej UE w 2018 roku. Bank Centralny Czarnogóry nie jest częścią systemu euro, ale kraj używa „euro jako walutę równoległą”, jednostronnie.
PKB wzrósł o 10,7% w 2007 r. I 7,5% w 2008 r.  Kraj wszedł w recesję w 2008 r. W ramach globalnej recesji, przy spadku PKB o 4%. Czarnogóra pozostała jednak celem inwestycji zagranicznych, jedynym krajem na Bałkanach, który zwiększył ilość bezpośrednich inwestycji zagranicznych.  Kraj wyszedł z recesji w połowie 2010 r., A wzrost PKB wyniósł około 0,5%.  Jednak znaczna zależność gospodarki Czarnogóry od bezpośrednich inwestycji zagranicznych pozostawia podatność na wstrząsy zewnętrzne i wysoki deficyt w eksporcie / imporcie.
W 2007 r. Sektor usług stanowił 72,4% PKB, a przemysł i rolnictwo stanowiły odpowiednio 17,6% i 10%.  W Czarnogórze jest 50 000 gospodarstw rolnych, które opierają się na rolnictwie w celu wypełnienia budżetu rodzinnego.
- rolnictwo (uprawa oliwek, fig, winorośli, cytrusów; hodowla zwierząt)
- rybołówstwo
- przemysł spożywczy
- górnictwo rud cynku, ołowiu i boksytów
- turystyka

### Turystyka

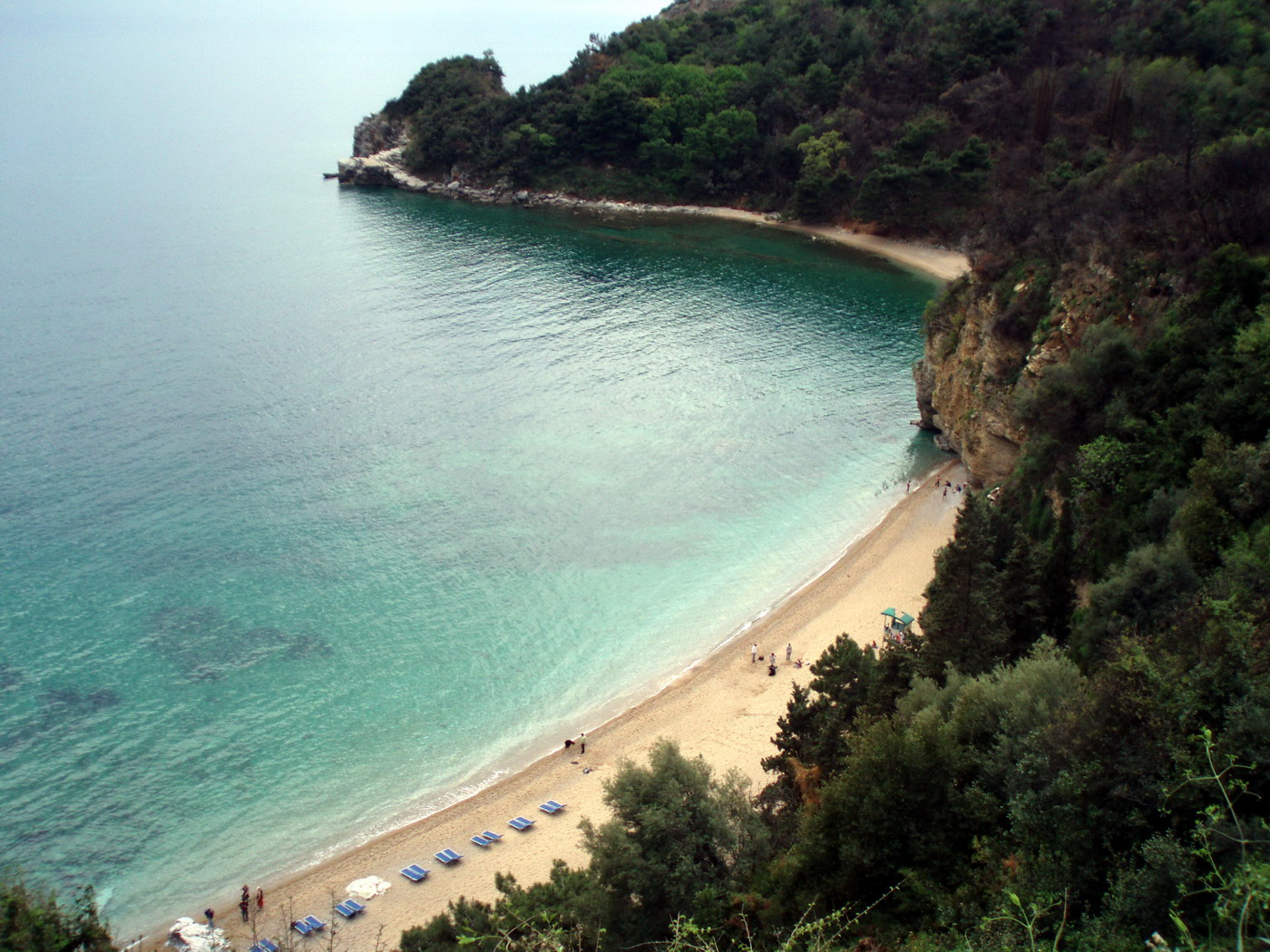
Plaża Mogren w Budvie

Czarnogóra ma zarówno malownicze wybrzeże, jak i górzysty region północny. W latach 80. kraj był znanym miejscem turystycznym. Jednak wojny jugosłowiańskie, które toczyły się w krajach sąsiednich w latach 90., okaleczyły przemysł turystyczny i na lata pogorszyły wizerunek Czarnogóry.

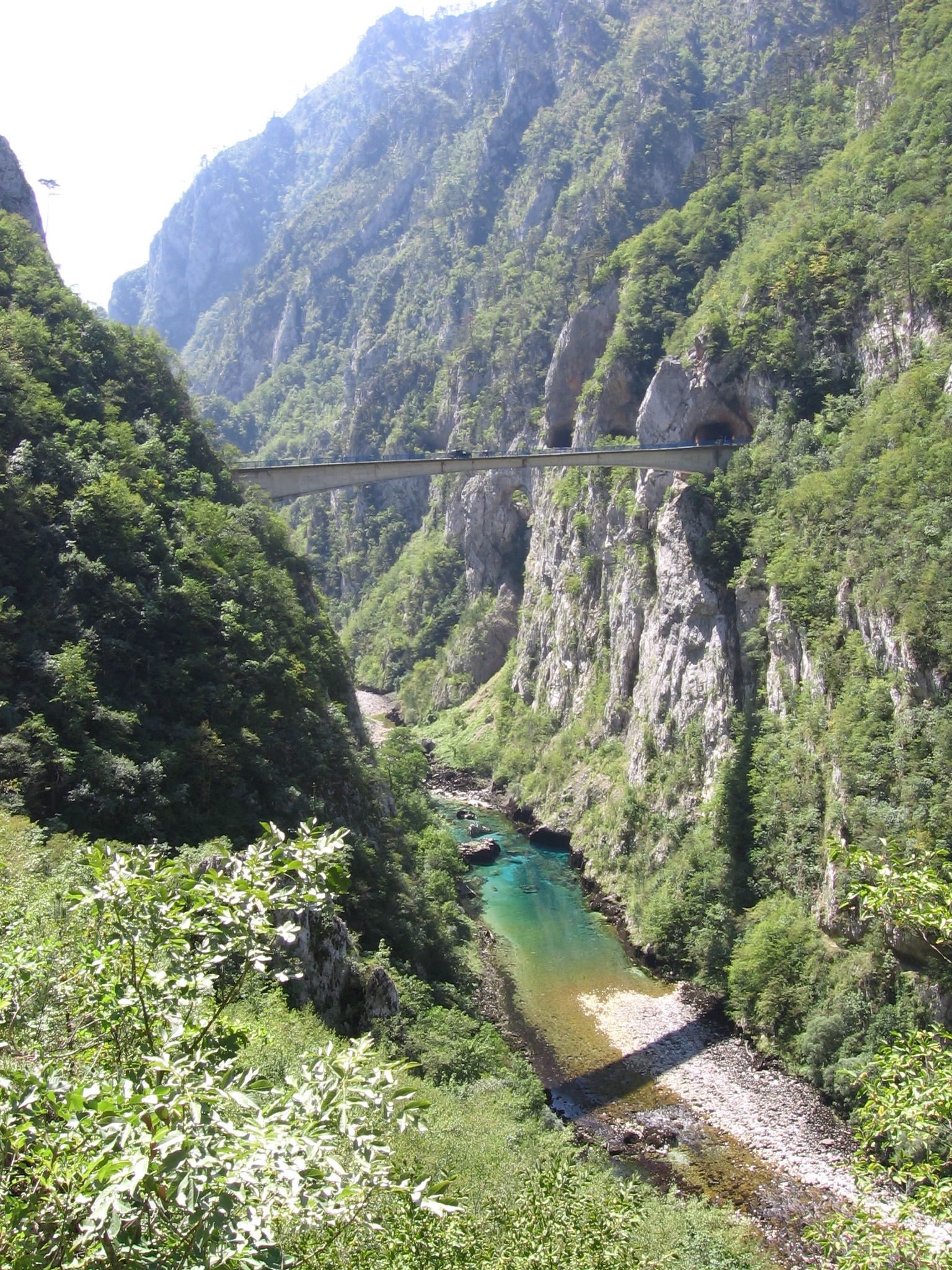
Kanion rzeki Pivy

Pod względem liczby odwiedzin Czarnogóra zajmuje 36. miejsce w Europie (spośród 47 krajów), rocznie jest odwiedzana przez 1,6 miliona turystów. Wybrzeże adriatyckie Czarnogóry ma długość 295 km, plaże 72 km. Posiada wiele dobrze zachowanych starożytnych miast. National Geographic Traveler (redagowany raz na dziesięć lat) zalicza Czarnogórę do „50 miejsc życia”, a na okładkę magazynu została wykorzystana fotografia czarnogórskiego nadmorskiego miasta Sveti Stefan. Wybrzeże Czarnogóry jest uważane za jedno z wielkich nowych „odkryć” wśród turystów na świecie. W styczniu 2010 r. New York Times sklasyfikował Czarnogórę w regionie Ulcinj South Coast, w tym obiekty Velika Plaža, Ada Bojana i hotel Mediteran z Ulcinja wśród „31 najlepszych miejsc do odwiedzenia w 2010 roku” w ramach światowego rankingu miejsc turystycznych.
Czarnogóra została również wymieniona przez Yahoo Travel wśród „10 najpopularniejszych miejsc w 2009 roku” do odwiedzenia, opisując to jako „[c] obecnie uważane za drugi najszybciej rozwijający się rynek turystyczny na świecie (tuż za Chinami)”. Każdego roku jest wymieniana przez prestiżowe przewodniki turystyczne, jak na przykład Lonely Planet, jako najlepsze miejsce turystyczne wraz z Grecją, Hiszpanią i innymi popularnymi lokalizacjami.
Branża turystyczna zaczęła się odradzać dopiero w 2000 roku i od tego czasu kraj odnotowuje wysoki wzrost liczby wizyt i noclegów. Rząd Czarnogóry ogłosił rozwój turystyki Czarnogóry jako priorytet. Narodową strategią jest uczynienie turystyki głównym czynnikiem przyczyniającym się do rozwoju gospodarki Czarnogóry. Podjęto szereg działań w celu przyciągnięcia inwestorów zagranicznych. Niektóre duże projekty, takie jak Porto Montenegro są już w trakcie realizacji, a inne lokalizacje, takie jak Plaża Jaz, Buljarica, Velika Plaža i Ada Bojana, mają prawdopodobnie największy potencjał do przyciągnięcia przyszłych inwestycji i stania się atrakcjami turystycznymi na Adriatyku.
W 2016 roku Czarnogórę odwiedziło 1,662 mln turystów (6,5% więcej niż w roku poprzednim), przynosząc przychody na poziomie 925 mln dolarów.

## Infrastruktura
Czarnogórska infrastruktura drogowa nie spełnia jeszcze standardów zachodnioeuropejskich. Pomimo rozległej sieci drogowej żadne drogi nie są budowane według standardów autostrady. Budowa nowych autostrad jest uważana za priorytet krajowy, ponieważ są one ważne dla jednolitego regionalnego rozwoju gospodarczego i rozwoju Czarnogóry jako atrakcyjnego obszaru turystycznego.
Obecnie europejskie trasy przechodzące przez Czarnogórę to E65 i E80.
Trzonem sieci kolejowej Czarnogóry jest linia kolejowa Belgrad-Bar, która zapewnia międzynarodowe połączenie z Serbią. Istnieje krajowa sieć rozgałęzień. Trasa Nikšić-Podgorica, która przez dziesięciolecia była obsługiwana jako linia towarowa, jest również otwarta dla ruchu pasażerskiego po pracach przebudowy i elektryfikacji w 2012 r. Kolej w kierunku granicy albańskiej, Podgorica – Szkodra, nie jest używana.

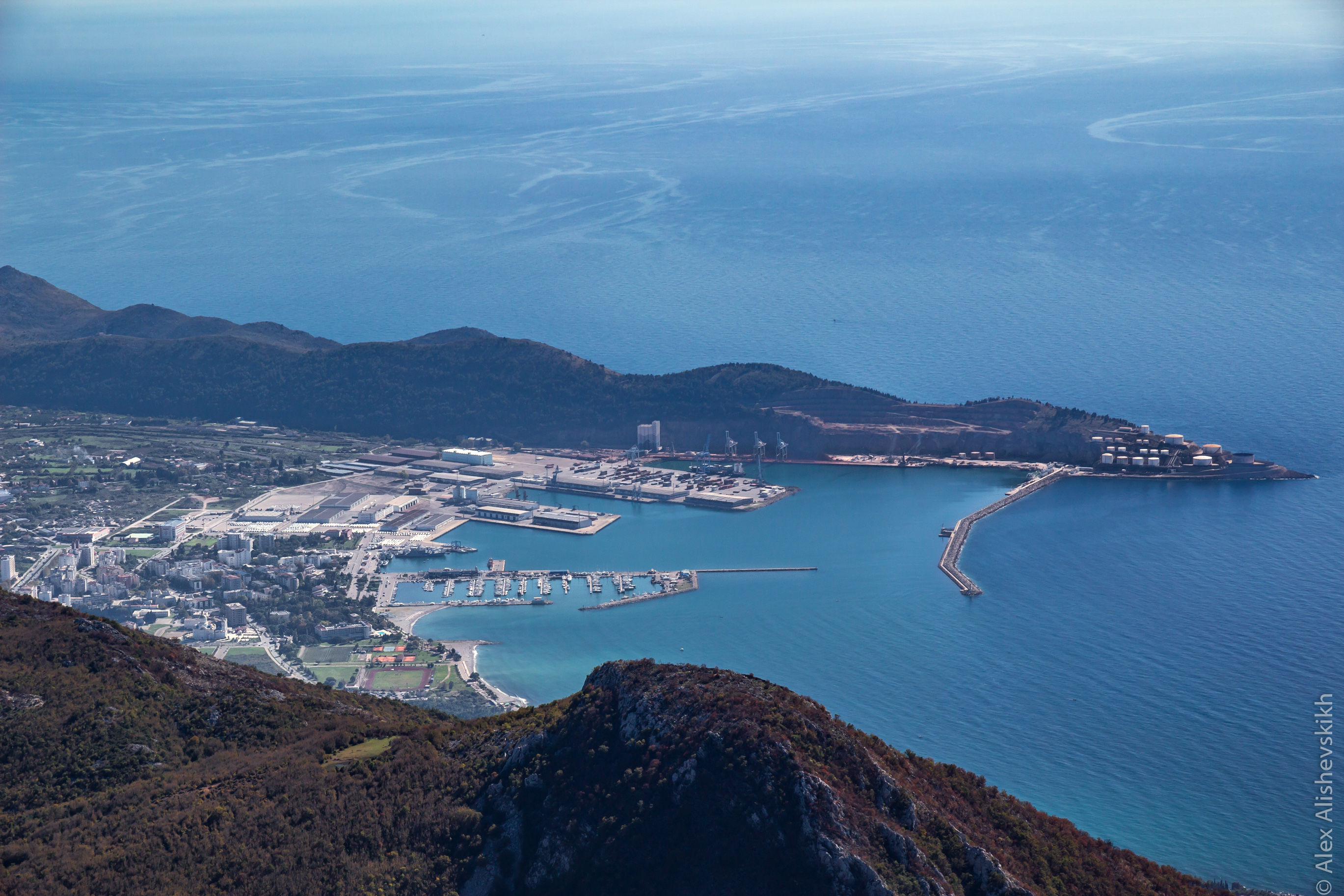
Bar jest głównym portem w Czarnogórze

Czarnogóra ma dwa międzynarodowe lotniska, Port Lotniczy Podgorica i Port lotniczy Tivat. Dwa porty lotnicze obsłużyły 1,1 miliona pasażerów w 2008 r. Do 2020 roku narodowymi liniami lotniczymi były Montenegro Airlines. Lotnisko Podgorica znajduje się 11 km na południe od centrum stolicy. Posiada pas startowy o długości 2500 m. W 2019 podgorickie lotnisko obsłużyło 1 297 365 pasażerów, tymczasem port lotniczy w Tivacie 1 367 282.
Port w Barze, główny port morski Czarnogóry, formalnie funkcjonuje od 1906 r., kiedy to rozpoczęto jego konstrukcję wg. włoskiego projektu, chociaż niewielka przystań istniała już wcześniej. Instalacje portowe, które zostały zniszczone podczas II wojny światowej, odbudowano i powiększono w latach 1950–1965. Obecnie jest przystosowany do obsługi ponad 5 milionów ton ładunku rocznie, choć rozpad byłej Jugosławii i wielkość czarnogórskiego sektora przemysłowego spowodowały, że port działał przez kilka lat ze stratą i znacznie poniżej przepustowości. Oczekuje się, że przebudowa linii Belgrad-Bar i proponowana autostrada Belgrad-Bar pozwolą wykorzystać przepustowość portu. 

## Demografia

### Skład etniczny
Według spisu powszechnego z 2011 roku:
- Czarnogórcy: 278 865 (44,98%)
- Serbowie: 178 110 (28,73%)
- Boszniacy: 53 605 (8,65%)
- Albańczycy: 30 439 (4,91%)
- Muzułmanie z narodowości: 20 537 (3,31%)
- Romowie: 6251 (1,01%)
- Chorwaci: 6021 (0,97%)
- pozostali: 16 031 (2,59%)
- nie podali narodowości: 30 170 (4,87%)

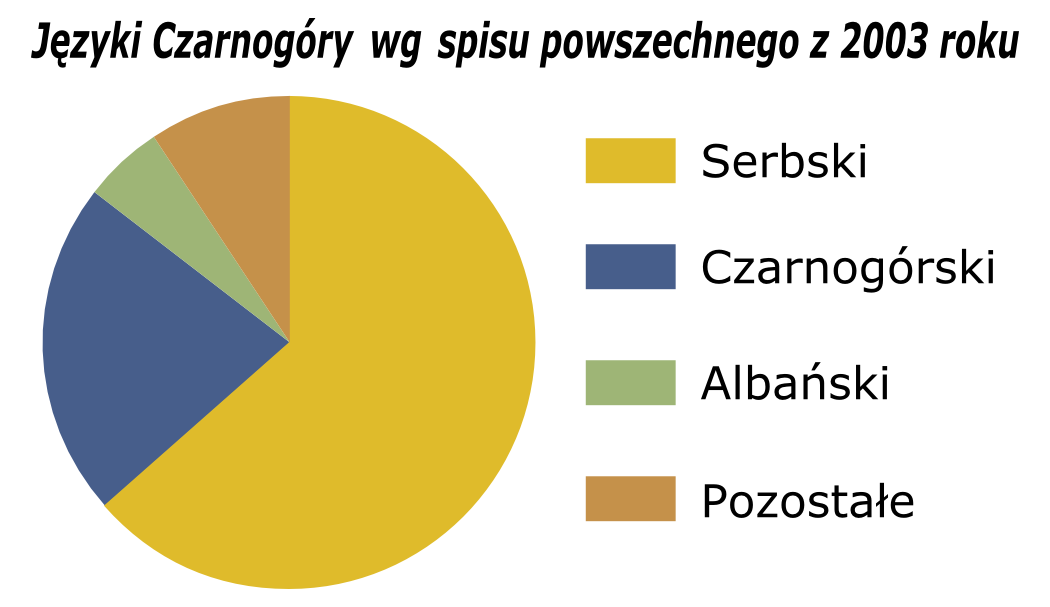
Języki Czarnogóry

### Języki
Językiem urzędowym w Czarnogórze jest czarnogórski, którego używa większość obywateli. Językami urzędowymi są również bardzo do niego podobne serbski, bośniacki i chorwacki a także niesłowiański język albański. Przed 2006 r. językami urzędowymi były serbsko-chorwacki w Socjalistycznej Republice Czarnogóry (do 1992r) i serbski w jekawicy (powszechny w Czarnogórze wariant "grupy serbsko-chorwackiej", w którym na miejscu serbskiego "e" występuje "je" np. mleko -> mljeko) w latach 1992–2006.
Dane według spisu powszechnego z 2011 roku:
- serbski: 42,88%
- czarnogórski: 36,97%
- albański: 5,27%
- pozostałe: 10,88%
- brak deklaracji: 3,99%

### Religie

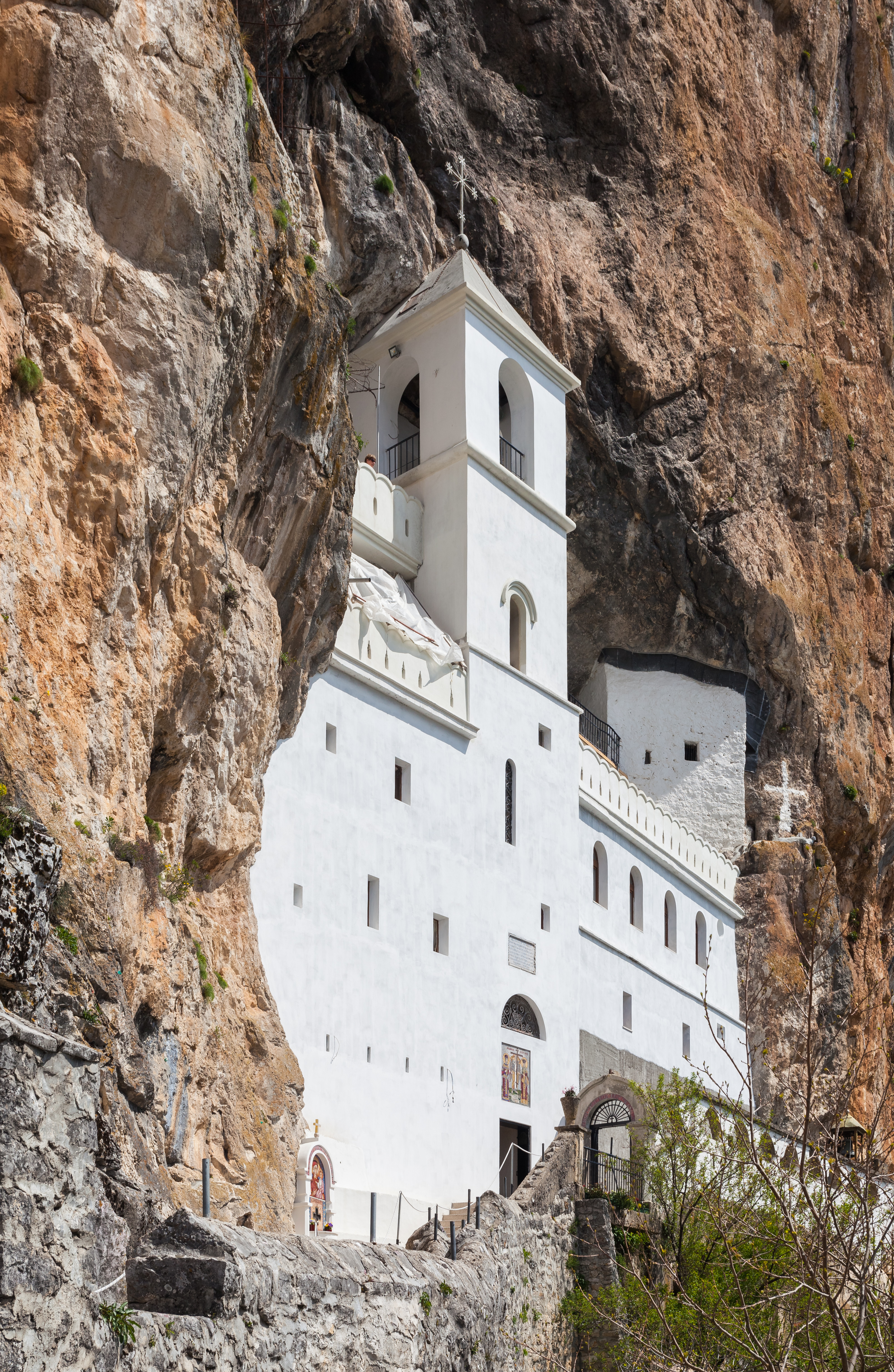
Klasztor Ostrog

Dane według spisu powszechnego z 2011 roku:
- prawosławni: 446 858 (72,07%) – Metropolia Czarnogóry i Przymorza (autonomiczna administratura Serbskiego Kościoła Prawosławnego) i niekanoniczny Czarnogórski Kościół Prawosławny
- muzułmanie (głównie sunnici[potrzebny przypis]): 118 477 (19,11%)
- katolicy: 21 299 (3,44%)
- ateiści: 7667 (1,24%)
- chrześcijanie bez określonej przynależności wyznaniowej: 1460 (0,24%)
- adwentyści: 894 (0,14%)
- agnostycy: 451 (0,07%)
- Świadkowie Jehowy: 319 (0,04%)[13]
- protestanci: 143 (0,02%)
- pozostali: 6337 (1,02%)

nie podali wyznania: 16 180 (2,61%)